# Hennebergisch-Fränkischer Geschichtsverein
Der Hennebergisch-Fränkische Geschichtsverein (HFG) ist ein in Südthüringen und Unterfranken ansässiger Geschichtsverein. Der Verein widmet sich der Erforschung der Geschichte des zur Region Franken gehörenden Henneberger Landes von der Frühzeit bis zur Gegenwart.

## Geschichte

### Gründung bis 1945

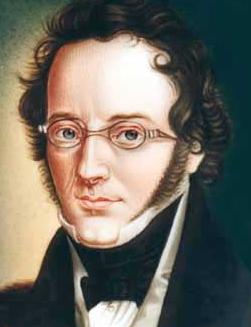
Ludwig Bechstein – Initiator und Begründer des HaV

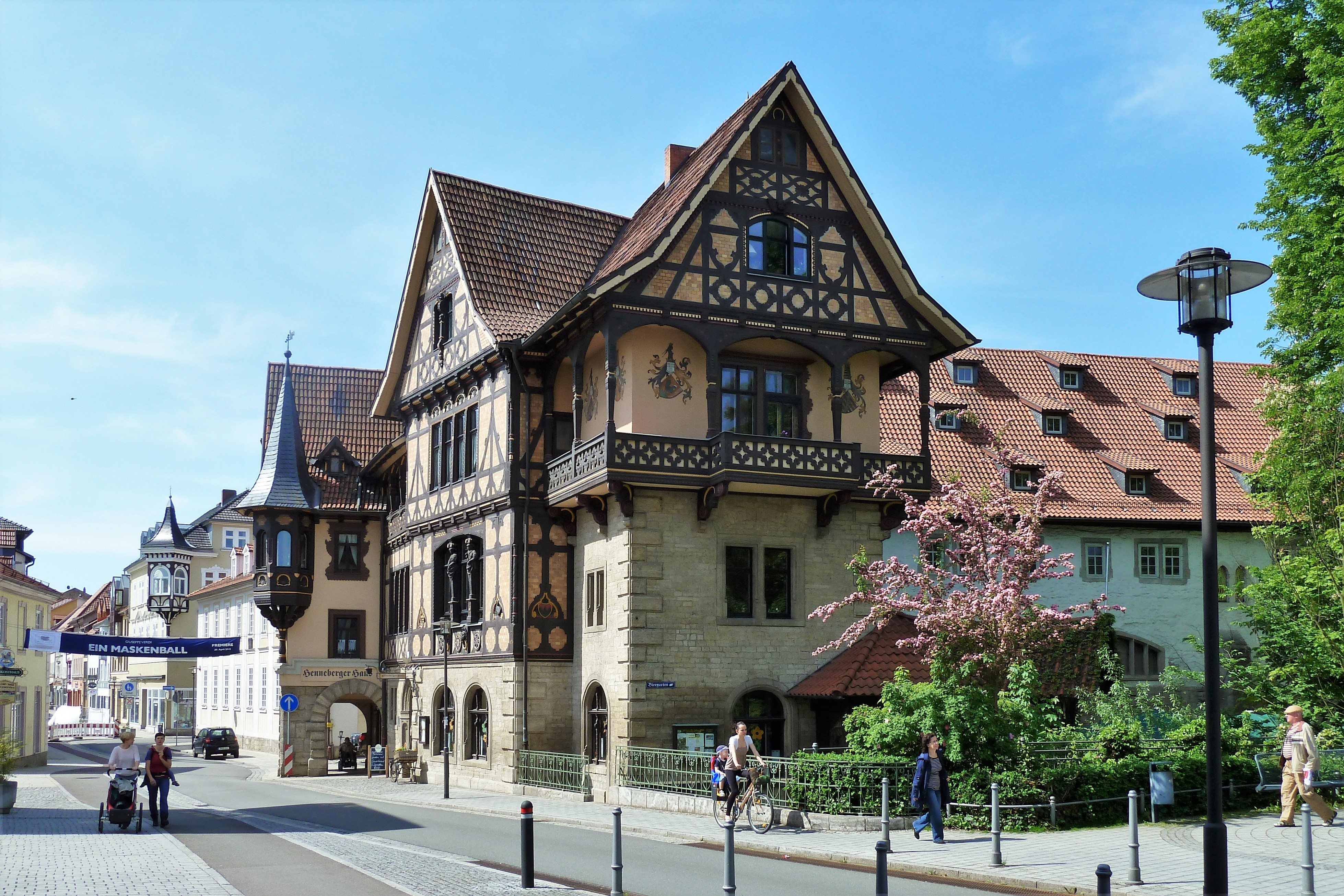
Henneberger Haus in Meiningen, Heimstatt des HaV bis 1905

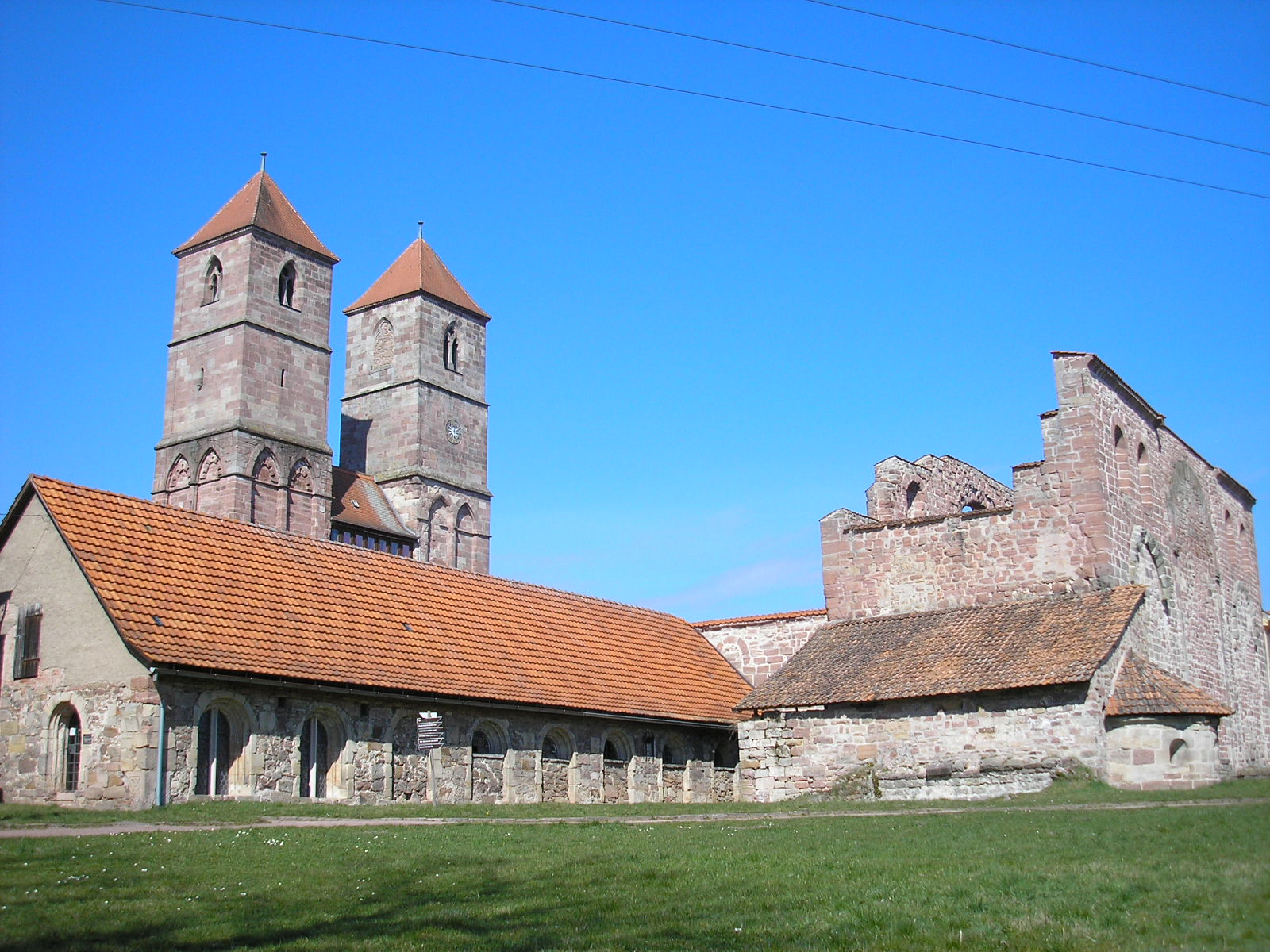
Kloster Veßra, Hauptsitz des HFG

Der Verein wurde am 14. November 1832 als Hennebergischer Alterthumsforschender Verein zu Meiningen (HaV) auf Initiative des Dichters Ludwig Bechstein in Meiningen gegründet. Die im Dezember 1832 von Herzog Bernhard II. genehmigte Satzung erläuterte den Zweck und die Tätigkeit des Vereins zur Erforschung und Erklärung der regionalen Geschichte sowie der Erhaltung und Bewahrung von Denkmalen und historischen Gegenständen. Ab 1834 gab der Verein die Beiträge zur Geschichte deutschen Alterthums heraus. Da sich der HaV zunächst überwiegend der Region in und um Meiningen zuwandte, traten 1888 einige Vereinsmitglieder aus und gründeten den Verein für Meiningische Geschichte und Landeskunde (VMGL). Auch dieser Verein veröffentlichte in Schriftreihen seine Forschungsergebnisse. Mit dem Anwachsen der Sammlungen fehlte es bald an geeigneten Unterbringungsmöglichkeiten. Oberbaurat Eduard Fritze ließ 1894 als neues Domizil des HaV das Henneberger Haus errichten, das bis 1905 die Sammlungen beherbergte. Diese übergab man 1918 der Stadt Meiningen und die Sammlung wurde ein Bestandteil der Meininger Museen.
Am 1. Januar 1936 fusionierten der HaV und der VMGL zum Hennebergisch-Fränkischen Geschichtsverein (HFG), dem 1937 der Hennebergische Geschichtsverein zu Schleusingen beitrat. Von 1937 bis 1941 brachte der HFG fünf Ausgaben vom „Jahrbuch des hennebergisch-fränkischen Geschichtsvereins“ heraus. Nach dem Kriegsende 1945 musste der Verein seine Tätigkeit als Folge des von der Besatzungsmacht verordneten allgemeinen Vereinsverbots einstellen. Dieses Verbot wurde auch während der DDR-Zeit nicht wieder aufgehoben.

### 1990 bis Gegenwart
1986 gründete sich der „Arbeitskreis Hennebergische Geschichte“, der dem Kulturbund der DDR unterstand. Nach der Wende strebte dieser Arbeitskreis eine baldige Wiederbelebung des HFG an. Am 11. März 1990 fand im Brahms-Saal des Schlosses Elisabethenburg in Meiningen die Neugründung des Hennebergisch-Fränkischen Vereins mit Hilfe der Freunde Mainfränkischer Kunst und Geschichte in Würzburg sowie der Historischen Gesellschaft in Coburg statt. Der erste Vorsitzende nach der Wiedergründung des HFG mit anfangs 130 Mitgliedern wurde der Historiker Günther Wölfing. Seit 1991 veröffentlicht der HFG wieder seine Jahrbücher, die das Hennebergische Museum Kloster Veßra herausgibt.
Das Hennebergische Museum in Kloster Veßra dokumentiert überwiegend die Familiengeschichte der Grafen von Henneberg, die Meininger Museen und das Staatsarchiv Meiningen die Geschichte der Grafschaft Henneberg (Bereich heutiges Südthüringen) und des fränkischen Teils vom Herzogtum Sachsen-Meiningen, das Henneberg-Museum in Münnerstadt widmet sich der Geschichte der Grafschaft Henneberg auf heutigem unterfränkischen Gebiet.

### Gründungsmitglieder von 1832
Folgende zur Zeit der Gründung in der Residenzstadt Meiningen wohnhafte Personen gründeten den HaV:
- Ludwig Bechstein (Literat, Hofbibliothekar)
- August Josef Gutgesell (Student, später Postmeister in Eisenach)
- Adolf Ferdinand Köhler (später Amtsverwalter in Sonneberg)
- Friedrich Paul Schellhorn (Hofmaler)
- Ernst Adolf Schaubach (Gymnasiallehrer)
- Karl August Motz (Student, später Pfarrer in Dreißigacker)
- Ferdinand Blanck (später Registrator in Erfurt)
- Friedrich Kümpel (Registrator)
- Friedrich Panzerbieter (Gymnasialprofessor)
- Wilhelm Geldner (Ministerialsekretär)
- Eduard Schaubach (Superintendent)
- August Wilhelm Döbner (Landbaumeister)

### Vorsitzende
- 1832–1859: Ludwig Bechstein, Dichter, Schriftsteller, Bibliothekar
- 1859–1864: Rochus von Liliencron, Kabinettssekretär
- 1864–1875: Georg Brückner, Realschullehrer
- 1875–1894: Reinhold Schmidt, Kreisschulrat
- 1894–1926: Eduard Fritze, Architekt, Oberbaurat
- 1926–1928: Karl Marr, Staatsrat
- 1928–1935: Friedrich Tenner, Oberstudiendirektor am Gymnasium Bernhardinum
- 1935 ff. ging der HaV mit anderen Vereinen im HFG auf; Tenner blieb dessen Vorsitzender bis 1945.[3]
- 1990–2000: Günther Wölfing, Historiker
- 2000–2018: Johannes Mötsch, Archivar und Historiker
- seit 2018: Stefan Kunze, Pfarrer

## Organisation
Der Hennebergisch-Fränkische Verein unterhält forschungsbedingt drei Vereinssitze mit den jeweiligen Forschungspartnern.
1. Kloster Veßra, Hennebergisches Museum Kloster Veßra, Hauptsitz und Geschäftsstelle.
2. Meiningen, Meininger Museen und Staatsarchiv Meiningen
3. Münnerstadt, Henneberg-Museum

Erster Vorsitzender ist Stefan Kunze (Pfarrer in Wasungen), zweiter Vorsitzender ist Kai Lehmann (Historiker in Schmalkalden), dritte Vorsitzende ist Ingo Weidig (Museum Kloster Veßra). Im Vorstand aktiv sind außerdem Joachim Bökenkamp, Claudia Greifzu,  Joachim Hanf, Thomas Horling, Johannes Mötsch, Janis Witowski und Nicolas Zenzen.
(Stand: 2025)

## Publikationen
- Beiträge zur Geschichte deutschen Alterthums 1. Lieferung 1834 bis 5. Lieferung 1845. Digitalisat.
- Neue Beiträge zur Geschichte deutschen Alterthums 1. Lieferung 1858 bis 38. Lieferung 1936, davon 1. bis 13. Lieferung digitalisiert.